# Martin Burgoyne
Martin Burgoyne (1963 - 30 de noviembre de 1986) fue un artista británico. Burgoyne se hizo amigo de la cantante Madonna antes de que fuera famosa, y fue una figura clave en el inicio de su carrera. Dirigió su primera gira por clubes y diseñó la portada de su sencillo de 1983 «Burning Up».

## Vida y carrera
Nacido en Inglaterra, la familia de Burgoyne se mudó a Florida durante su infancia. Atraído por la emoción de Nueva York, Burgoyne se mudó a Manhattan para estudiar arte en el Instituto Pratt a principios de los años 1980. Al llegar, Steve Rubell, copropietario de Studio 54, lo contrató como camarero. Más tarde realizó este oficio en Lucky Strike de Erika Belle en East 9th Street y Third Avenue en el centro de Manhattan.
Burgoyne conoció y se hizo amiga de Madonna y los dos se convirtieron en compañeros de piso. Burgoyne fue uno de los primeros bailarines de Madonna tras el lanzamiento de su sencillo «Everybody» en Sire Records en octubre de 1982. Como Burgoyne no era un bailarín profesional, no continuó en el grupo de baile, pero fue el road manager de su primera gira de clubes. Burgoyne también diseñó la portada de su sencillo de 1983 «Burning Up». Trabajó con Liz Rosenberg, ejecutiva de relaciones públicas del sello matriz de Sire, Warner Bros. Records, para diseñar portadas para varios artistas.
Burgoyne diseñó la portada original del álbum debut de Madonna, que estaba previsto que se titulara Lucky Star pero terminó siendo homónimo. Según Seymour Stein, cofundador de Sire Records y vicepresidente de Warner Bros. Records, Madonna le pidió discretamente al ejecutivo de A&R, Michael Rosenblatt, que rechazara el diseño de la portada de Burgoyne para su álbum porque "simplemente no era lo suficientemente icónico". Sin embargo, mantuvieron una relación cercana y compartieron un círculo de amigos, que incluía a los artistas Andy Warhol, Keith Haring y Jean-Michel Basquiat.  Burgoyne invitó a Warhol a ser su acompañante en la boda de Madonna en agosto de 1985.
En el verano de 1986, Burgoyne enfermó de lo que inicialmente se pensó que era sarampión. En agosto de 1986 le diagnosticaron el complejo relacionado con el SIDA (ARC). En septiembre de 1986, Deb Parker organizó una fiesta de recaudación de fondos en el Pyramid Club del East Village. El evento recaudó $6,000 para los gastos médicos y de manutención de Burgoyne. Entre los invitados se encontraban Andy Warhol y Keith Haring, quienes diseñaron la invitación, Kenny Scharf, que actuó en el evento, Anita Sarko, Steve Rubell y Madonna. El New York Times escribió un artículo cubriendo el evento mientras la epidemia de SIDA afectaba a una generación de hombres predominantemente homosexuales. Madonna pagó los gastos médicos de Burgoyne en el Hospital St. Vincent. También le alquiló un apartamento en West 12th Street en Greenwich Village, para que pudiera estar más cerca del hospital. El 10 de noviembre, Madonna modeló una chaqueta vaquera pintada por Burgoyne en un desfile de moda benéfico contra el VIH/sida para el Hospital St. Vincent.
Burgoyne murió a los 23 años por complicaciones relacionadas con el VIH/sida el 30 de noviembre de 1986. Fue enterrado en el cementerio Brookside en Watertown, Nueva York. Durante su gira mundial Who's That Girl World Tour en julio de 1987, Madonna realizó un concierto benéfico en el Madison Square Garden para la investigación del SIDA (AmfAR) y dedicó su interpretación de «Live to Tell» a Burgoyne. También escribió una canción sobre él llamada «In This Life» que fue lanzada en su álbum de 1992 Erótica.

## Créditos
- 1983: Madonna – "Burning Up" / "Physical Appeal" (Sire Records) – Portada[15]
- 1983: NV – "It's Alright" (Sire Records) – Concepto artístico[15]
- 1984: NV – "Let Me Do You" (Sire Records) – Concepto artístico[15]
- 1984: Jellybean – ¡¿¡Wotupski!?! (EMI America Records) – Diseño[15]
- 1984: Jellybean – "El Mexicano" (EMI America Records) – Diseño[15]
- 1986: Público en general – De la mano a la boca (Registros del IRS) – Arte de portada[16]
- 1986: The Jamaica Girls - "On The Move" (Sire Records) - Portada, Diseño[15]